# Javier Astúa
Antonio Javier Astúa Araya (Quepos, Costa Rica, 6 de noviembre de 1968-4 de enero de 2022, San José, Costa Rica) fue un futbolista costarricense. Se convirtió en campeón de goleo en el 1992 y en el 1993-94 en la máxima categoría costarricense.

## Trayectoria
Debutó en la máxima categoría costarricense el 19 de febrero de 1990 con el Municipal Puntarenas contra el C. S. Cartaginés por la victoria 2-0. Su primera anotación sucedió el 28 de febrero de 1990 contra el C. S. Herediano por el empate 2-2. Con la primera categoría costarricense contabilizó 191 partidos disputados y 61 anotaciones.
Se convirtió en campeón de goleo en el 1992 con quince tantos y en el 1993-94 con 21 goles, además históricamente es el tercer artillero de Municipal Puntarenas con 56 anotaciones.

## Selección nacional
Debutó con la selección de Costa Rica el 29 de abril de 1992 contra la selección de El Salvador en un partido amistoso por el empate 1-1. Su primera anotación sucedió en la tercera ronda de vuelta en la Clasificación de Concacaf para la Copa Mundial de 1994 contra Panamá por la victoria 5-1. El 13 de febrero de 1992, anotó un hat trick contra San Vicente y las Granadinas en la victoria 5-0.

## Clubes
| Club                 | País       | Año       |
| -------------------- | ---------- | --------- |
| Municipal Puntarenas | Costa Rica | 1990-1993 |
| Atlético Morelia     | México     | 1993      |
| Municipal Puntarenas | Costa Rica | 1993-1994 |
| C. D. Palestino      | Chile      | 1994-1995 |
| L. D. Alajuelense    | Costa Rica | 1995      |
| A. D. San Carlos     | Costa Rica | 1995-1996 |
| C. S. Herediano      | Costa Rica | 1996-1997 |
| A. D. Carmelita      | Costa Rica | 1997-2000 |

## Palmarés

### Distinciones individuales
| Distinción                                                      | Año  |
| --------------------------------------------------------------- | ---- |
| Máximo goleador de la Primera División de Costa Rica (15 goles) | 1992 |
| Máximo goleador de la Primera División de Costa Rica (21 goles) | 1994 |

## Fallecimiento
Falleció a la edad de 53 años en el Hospital México, debido a un derrame pericárdico.